# Kiriejewka (rejon kurski)
Kiriejewka (ros. Киреевка) – wieś (ros. деревня, trb. dieriewnia) w zachodniej Rosji, w sielsowiecie paszkowskim rejonu kurskiego w obwodzie kurskim.

## Geografia
Miejscowość położona jest 1,5 km od rzeki Obmieć (prawy dopływ Tuskara w dorzeczu Sejmu), 2,5 km od centrum administracyjnego sielsowietu (Czapłygina), 9 km na północ od centrum administracyjnego rejonu (Kursk), 7 km od drogi magistralnej (federalnego znaczenia) M2 «Krym».
We wsi znajdują się 12 posesje.
Klimat
Miejscowość, jak i cały rejon, znajduje się w strefie klimatu kontynentalnego z łagodnym ciepłym latem i równomiernie rozłożonymi opadami rocznymi (Dfb w klasyfikacji klimatów Köppena).

## Demografia
W 2010 r. wieś zamieszkiwało 9 osób.